# Simon Meier (Unihockeytrainer)
Simon Meier (* 1. März 1976) ist ein Schweizer Unihockeytrainer und ehemaliger -spieler.

## Trainerkarriere

### Verein

#### Floorball Thurgau
Im Frühjahr 2001 übernahm Meier die Nationalliga-A-Mannschaft der Frauen von Floorball Thurgau.

#### UHC Uster
Auf die Saison 2003/04 übernahm er den UHC Uster, welcher zu diesem Zeitpunkt in der Nationalliga B spielte. Den erstmaligen Aufstieg realisierte er mit dem UHC Uster am 3. April 2004. Dank einem 7:6-Sieg in der Verlängerung gegen UHC Waldkirch-St.iga A. Im Dezember 2015 wurde Meier vom UHC Uster freigestellt.

#### Floorball Thurgau
Im Februar 2006 kehrte Meier zu Floorball Thurgau in die Nationalliga B zurück und betreute die Mannschaft bis im Mai.
2007 übernahm Meier die sich in der 1. Liga befindende Mannschaft von Floorball Thurgau. Mit Floorball Thurgau beendete er die Saison auf dem dritten Schlussrang. Nach der Saison verliess er Floorball Thurgau erneut.

#### UHC Uster
Im Dezember 2011 übernahm Meier zum zweiten Mal den UHC Uster. Er betreute die Mannschaft von Dezember 2011 interimistisch bis im April 2012. Mit dem UHC Uster gelang ihm in den Playouts der Ligaerhalt gegen Zug United. Anschliessend verliess er den UHC Uster wieder.
Im Februar 2016 stellte der UHC Uster Meier erneut als Cheftrainer der ersten Mannschaft. Er unterschrieb einen Dreijahresvertrag. In seiner zweiten Saison führte er den UHC Uster erstmals in der Vereinsgeschichte in die Playoffs. Nach der Saison stimmten jedoch die beruflichen Voraussetzungen für ihn nicht mehr und so musste er den Vertrag vorzeitig beenden. Seitdem war er weiterhin Ausbildungsverantwortlicher und RLZ-Koordinator in Uster.
Nach dem Abgang von Mika Heinonen übernahm Meier im Frühjahr 2020 zum vierten Mal das Amt als Cheftrainer der ersten Mannschaft.

### Nationalmannschaft

#### Schweizer U17-Regionalauswahl (Ost)
Im September 2008 übernahm Meier die Regionalauswahl U17 Ost von swiss unihockey als Cheftrainer. Diese betreute Meier bis im August 2013, bevor er die U19-Nationalmannschaft übernahm.

#### Schweizer U19-Nationalmannschaft
Im September 2013 wurde Meier zum Cheftrainer der U19-Nationalmannschaft ernannt. Er übernahm das Amt von Thomas Berger.

#### Schweizer U17-Nationalmannschaft
Nach der verpatzten Weltmeisterschaft im kanadischen Halifax wurde seitens swiss unihockey eine Rotation bei den Cheftrainern vorgenommen. Der bisherige U17-Cheftrainer Olli Oilinki übernahm die U19-Nationalmannschaft von Simon Meier und dieser übernahm die U17-Nationalmannschaft von Oilinki.